# Западно-Сибирский край
За́падно-Сиби́рский край — административно-территориальная единица РСФСР с 1930 года по 1937 год.
Краевой центр — город Новосибирск.

## История
Край был образован постановлением ВЦИК от 30 июля 1930 года путём разделения Сибирского края на западную, с центром в Новосибирске, и восточную часть, с центром в Иркутске.
В Западно-Сибирский край вошли 14 округов бывшего Сибирского края и Ойротская автономная область.
Первоначально в состав края также входила территория Красноярского округа, однако, несмотря на географическое нахождение Красноярска того времени в Западной Сибири, постановлением Президиума ВЦИК от 11 августа 1930 года она была передана в состав Восточно-Сибирского края.
Площадь края составила 1 263 500 км², население насчитывалось 8 114 990 человек (городского населения 1 294 100 человек), 172 района (15 районов Хакасии, Ойротии), 4 390 сельских советов, 18 570 населённых пунктов (24 города, 10 рабочих посёлков, 4 дачных посёлка).
В 1933 году Западно-Сибирский край граничил с Уральской областью, Остяко-Вогульским национальным округом, Восточно-Сибирским краем, Тувинской народной республикой, Монголией и Казахской АССР.
В октябре 1930 года в составе Западно-Сибирского края была образована новая Хакасская АО (центр — Абакан).
В 1931 году в крае после пересмотра сети сельских советов было ликвидировано 549 мелких сельских советов.
На 1 января 1931 года в крае проживало 8 307 300 человек (1 180 900 городское население, 7 126 400 сельское население). Плотность населения 6,7 человек на 1 км2. Национальный состав составил: русские 77,9 %, украинцы 10,6 %, белорусы 2,9 %, мордва 1,4 %, немцы 1 %, татары 1 %, прочие 6,1 %. Площадь края составляла 1243586 км2. В состав края входило: 28 городов, 16 рабочих посёлков, 22720 прочих населённых пунктов, 2 автономные области, 147 районов, 4421 сельский совет.
В 1932 году в крае был ликвидирован ещё 451 сельский совет, в состав края включён Нарымский округ. Упразднено 23 района.
2 марта 1932 года Постановлением ВЦИК было определено:
- Битковский и Сузунский районы объединены с образованием нового Лушниковского района.
- Знаменский район ликвидирован с передачей сельских советов: 3 в Родинский район и остальных в Хабаровский.
- Локтинский район ликвидирован с передачей сельских советов: 4 в Змеиногорский и 10 в Рубцовский районы.
- Юдинский район ликвидирован с передачей сельских советов: 12 в Чановский и 17 Купинский районы.
- Яминский район ликвидирован с передачей сельских советов: 3 в Троицкий (Большереченский), 2 в Солтонский, 8 в Тогульский, 1 в Верх-Чумышский районы.
- Еланский район ликвидирован с передачей сельских советов: 2 в Большереченский, 9 в Татарский, 8 в Иконниковский районы.
- Саргатский район ликвидирован с передачей сельских советов: 5 в Иконниковский, 1 в Омский, 3 в Большереченский, 6 в Тюкалинский, остальные в Любинский районы.
- Ужанихинский район в полном составе присоединён к Чулымскому району.
- Чумаковский район ликвидирован с передачей сельских советов: 1 в Барабинский, 3 в Верх-Назаровский, остальные в Убинский районы.
- Ишимский район ликвидирован с присоединением сельских советов в Ижморский район, 2 в Зыряновский, 11 в Говский районы.
- Козульский район ликвидирован с присоединением всех сельских советов к Ачинскому району.
- Сусловский район ликвидирован с присоединением 8 сельских советов в Мариинский, 10 в Тяженский районы.
- Кузнецкий район ликвидирован: город Кузнецк присоединён к городу Новокузнецку, 15 сельских советов подчинены Новокузнецкому городскому совету.
- В составе районов пригородной зоны ликвидированы: Кузнецкий район (с присоединением 2 сельсоветов к Горно-Шорскому, 1 к Крапивинскому и подчинением остальных Сталинскому (Новокузнецкому) горсовету), Ленинский район (с присоединением 18 сельсоветов к Беловскому району и подчинением остальных Лининск-Кузнецкому горсовету), Новосибирский район (с присоединением 9 сельсоветов к Алексеевскому, 7 к Коченёвскому, 5 к Ордынскому и подчинением остальных Новосибирскому горсовету), Омский район (с присоединением 6 сельсоветов к Иконниковскому, 8 к Калачинскому, 6 к Саргатскому, 2 к Черлакскому и остальных к Омскому горсовету), Прокопьевский район (с присоединением всех сельсоветов Прокопьевскому горсовету), Щегловский район (с присоединением 4 сельсоветов к Крапивинскому, 9 к Топкинскому и подчинением остальных к Кемеровскому горсовету), Судженский район (с присоединением 1 сельсовета к Ижморскому, к Тайгинскому и подчинением остальных к Анжеро-Судженскому горсовету).

В апреле 1932 года Постановлением ВЦИК к Томскому району присоединено 10 сельских советов и 6 из Ишимского района.
В мае 1932 года Постановлением ВЦИК определено:
- село Спасское переименовано в Венгеровское.
- Вассинский район переименован в Тогучинский.
- Чистюньский район переименован в Топчихинский.
- город Новокузнецк переименован в Сталинск.
- Бащелакский район переименован в Чарышский с переносом центра в станицу Чарышскую.

В 1933 году ликвидировано 47 сельских советов. Восстановлен Тарский округ.
На 1 января 1933 года население края составляло 6 140 800 человек.
10 апреля 1933 года ВЦИК постановил «ликвидировать Краснинский и Томский районы края».
Постановлением ВЦИК от 7 декабря 1934 года Тарский округ, Омский, Исиль-Кульский, Называевский, Крутинский, Тюкалинский, Большереченский, Иконниковский, Любинский, Щербакульский, Павлоградский, Черлакский, Калачинский, Усть-Ишимский районы края переданы в состав образованной Омской области. Хакасский автономный округ, Ачинский, Бирилюсский, Боготольский, Ермаковский, Каратузский, Курагинский, Краснотуранский, Минусинский, Назаровский, Ужурский, Усинский районы включены в образованный Красноярский край.
На 1 января 1935 года население края составило 10 485 000 человек.
Постановлением ЗапСибкрайсиполкома от 20.11.1935 (утверждено ВЦИК от 20.01.1936) выделением части сельсоветов Тяжинского и Зырянского районов с 01.02.1936 был создан Тегульдетский район с административным центром в пос. Тегульдет.
К 1937 году Западно-Сибирский край включал в себя территорию нынешних Кемеровской, Новосибирской, Томской областей, Алтайского края и Республики Алтай.
Постановлением ЦИК СССР от 28 сентября 1937 года Западно-Сибирский край был разделён на Новосибирскую область с центром в Новосибирске (в границах существующих ныне Кемеровской, Новосибирской и Томской областей) и Алтайский край с центром в Барнауле (в границах существующих ныне Алтайского края и Республики Алтай).
15 января 1938 года Верховный Совет СССР утвердил создание Алтайского края и Новосибирской области. Через полгода Верховный Совет РСФСР подтвердил упразднение края.

## Административное деление

### Деление на 1931 год
| Район                | Центр                        | Сельские советы | Городские советы | Населённые пункты | Население |
| -------------------- | ---------------------------- | --------------- | ---------------- | ----------------- | --------- |
| Абаканский           | село Абаканское              | 35              |                  | 179               | 42818     |
| Алейский             | посёлок Алейский             | 31              |                  | 38                | 82254     |
| Александровский      | село Александровское         |                 |                  |                   | 6627      |
| Алексеевский         | село Алексеевское            | 59              |                  | 199               | 90128     |
| Алтайский            | село Алтайское               | 29              |                  | 144               | 71293     |
| Ачинский             | город Ачинск                 | 48              | 1                |                   | 74797     |
| Баевский             | село Баево                   | 25              |                  | 65                | 42348     |
| Барабинский          | город Барабинск              | 44              | 2                | 183               | 103379    |
| Барнаульский         | город Барнаул                |                 | 1                | 44                | 109275    |
| Бащелакский          | станица Чарышская            | 28              |                  | 160               | 48846     |
| Бейский              | село Бейское                 | 15              |                  | 83                | 31291     |
| Беловский            | рабочий посёлок Белово       | 28              |                  | 204               | 103407    |
| Бердский             | посёлок Бердск               | 23              |                  |                   | 51894     |
| Березовский          | село Березовское             |                 |                  |                   | 48950     |
| Бийский              | город Бийск                  | 38              | 1                | 159               | 112272    |
| Бирилюсский          | село Бирилюсское             | 22              |                  | 93                | 24412     |
| Битковский           | село Битки                   |                 |                  |                   | 38986     |
| Боготольский         | город Боготол                | 58              | 1                | 485               | 80845     |
| Болотнинский         | рабочий посёлок Болотное     | 46              |                  | 370               | 84054     |
| Большереченский      | село Большеречье             | 41              |                  |                   | 54368     |
| Борисовский          | село Борисовка               | 43              |                  | 287               | 55584     |
| Быстро-Истокский     | село Быстро-Исток            | 17              | 1                | 49                | 68882     |
| Вассинский           | село Тогучин                 | 35              |                  | 178               | 84843     |
| Верх-Назаровский     | село Верх-Назарово           | 28              |                  | 91                | 25975     |
| Верх-Чумышский       | село Кытманово               |                 |                  |                   | 50553     |
| Волчихинский         | село Волчихинское            | 15              |                  |                   | 53680     |
| Горно-Шорский        | улус Мыски                   |                 |                  |                   | 43946     |
| Доволенский          | село Доволенское             |                 |                  |                   | 57001     |
| Еланский             | село Еланское                | 24              |                  | 58                | 25646     |
| Ермаковский          | село Ермаковское             | 29              |                  | 188               | 45439     |
| Завьяловский         | село Завьялово               | 19              |                  | 41                | 49494     |
| Залесовский          | село Залесово                | 24              |                  | 185               | 43721     |
| Змеиногорский        | село Змеиногорск             | 31              |                  | 204               | 75339     |
| Знаменский           | село Знаменское              | 25              |                  | 92                | 35558     |
| Зыряновский          | село Зырянское               | 27              |                  | 81                | 40266     |
| Идринский            | село Идринское               | 33              |                  | 130               | 44849     |
| Ижморский            | посёлок Ижморский            | 34              |                  | 157               | 58297     |
| Иконниковский        | село Иконниковское           | 30              |                  | 94                | 44413     |
| Исиль-Кульский       | село Исиль-Куль              | 36              |                  | 225               | 55675     |
| Итатский             | село Итат                    | 22              |                  | 178               | 40230     |
| Ишимский             | село Ишим                    |                 |                  |                   | 29495     |
| Калачинский          | село Калачинское             | 60              |                  | 177               | 93792     |
| Каменский            | город Камень                 |                 | 1                |                   | 107824    |
| Карасукский          | село Карасук                 |                 |                  |                   | 56943     |
| Каратузский          | село Каратуз                 | 29              |                  |                   | 48101     |
| Каргасокский         | село Каргасок                |                 |                  |                   | 21448     |
| Каргатский           | село Каргат                  |                 |                  |                   | 48406     |
| Ключевский           | село Ключи                   |                 |                  |                   | 59215     |
| Кожевниковский       | село Кожевниково             | 40              |                  | 149               | 68189     |
| Козульский           | посёлок Новокозульский       | 23              |                  | 80                | 27762     |
| Колпашёвский         | село Колпашёво               |                 |                  |                   | 20438     |
| Колыванский          | городское поселение Колывань | 33              | 1                | 155               | 69645     |
| Косихинский          | село Косиха                  | 30              |                  | 143               | 69860     |
| Коченёвский          | станция Коченёво             | 25              |                  | 95                | 58299     |
| Кочковский           | село Кочки                   | 12              |                  | 38                | 50412     |
| Крапивинский         | село Крапивино               |                 |                  |                   | 42707     |
| Краснинский          | село Красное                 | 21              |                  | 88                | 46012     |
| Кривошеинский        | село Кривошеино              |                 |                  |                   | 53815     |
| Купинский            | село Купино                  | 42              |                  | 89                | 49658     |
| Курагинский          | село Курагино                | 24              |                  | 154               | 60202     |
| Курьинский           | село Курья                   | 19              |                  |                   | 48237     |
| Кыштовский           | село Кыштовка                | 46              |                  | 201               | 48030     |
| Ленинский            | город Ленинск-Кузнецкий      | 14              | 1                | 72                | 64461     |
| Локтевский           | село Локоть                  | 18              |                  | 56                | 40266     |
| Любинский            | село Ново-Любинское          | 24              |                  | 202               | 49381     |
| Мамонтовский         | село Мамонтово               | 20              |                  | 41                | 45114     |
| Мариинский           | город Мариинск               |                 | 1                |                   | 96703     |
| Мариинско-Тайгинский | рудник Малый кожух           | 4               | 1                | 24                | 9850      |
| Маслянинский         | село Маслянино               |                 |                  |                   | 62285     |
| Минусинский          | город Минусинск              |                 | 1                | 123               | 74586     |
| Муромцевский         | село Муромцево               | 33              |                  | 108               | 43053     |
| Назаровский          | село Назарово                | 30              |                  | 34                | 40665     |
| Называевский         | посёлок Сибирский            | 22              | 1                | 100               | 48733     |
| Немецкий             | село Гольбштадт              | 17              |                  | 56                | 16822     |
| Нижне-Каргатский     | село Нижний Каргат           | 32              |                  | 64                | 51286     |
| Нижне-Колосовский    | село Нижне-Колосовское       | 22              |                  | 65                | 26474     |
| Ново-Кузнецкий       | город Новокузнецк            |                 | 1                | 93                | 74706     |
| Ново-Кусковский      | село Ново-Кусково            |                 |                  |                   | 52433     |
| Ново-Омский          | город Ново-Омск              | 35              | 1                | 245               | 59713     |
| Новосибирский        | город Новосибирск            |                 | 1                |                   | 214870    |
| Омский               | город Омск                   |                 | 1                | 138               | 223116    |
| Ордынский            | село Ордынское               | 41              |                  | 120               | 76674     |
| Павловский           | село Павловское              | 26              |                  | 104               | 70506     |
| Павлоградский        | село Павлоградское           | 52              |                  |                   | 72338     |
| Панкрушихинский      | село Панкрушиха              |                 |                  | 54                | 43692     |
| Покровский           | село Березовка               | 27              |                  | 47                | 54883     |
| Полтавский           | село Полтавка                |                 |                  |                   | 37203     |
| Поспелихинский       | станция Поспелиха            | 21              |                  |                   | 53631     |
| Прокопьевский        | город Прокопьевск            | 22              | 1                |                   | 90556     |
| Ребрихинский         | село Ребриха                 | 26              |                  | 60                | 84199     |
| Родинский            | село Родино                  | 20              |                  | 76                | 66840     |
| Рубцовский           | город Рубцовск               |                 | 1                |                   | 89515     |
| Рыбинский            | село Рыбино                  | 31              |                  | 102               | 32393     |
| Саргатский           | село Поселково-Саргатское    | 33              |                  | 102               | 38886     |
| Северо-Крутинский    | село Крутинское              | 37              |                  | 99                | 48792     |
| Седельниковский      | село Седельниково            | 19              |                  | 92                | 28255     |
| Славгородский        | город Славгород              |                 | 1                |                   | 81069     |
| Смоленский           | село Смоленское              | 21              |                  | 70                | 76782     |
| Солонешенский        | село Солонешенское           | 24              |                  | 45                | 35639     |
| Солтонский           | село Солтон                  | 41              |                  | 286               | 80121     |
| Спасский             | село Спасское                | 61              |                  | 125               | 60080     |
| Старо-Бардинский     | село Старая Барда            | 34              |                  | 195               | 52645     |
| Судженский           | город Анжеро-Судженск        | 15              | 1                | 61                | 79012     |
| Сузунский            | село Сузун-Завод             | 12              |                  | 48                | 26371     |
| Сусловский           | село Суслово                 | 18              |                  | 117               | 35571     |
| Тайгинский           | город Тайга                  |                 | 1                |                   | 71064     |
| Тальменский          | село Тальменка               | 45              |                  | 142               | 92553     |
| Тарский              | город Тара                   | 55              | 1                | 1143              | 74486     |
| Татарский            | город Татарск                | 56              | 1                | 112               | 78829     |
| Тевризский           | село Тевризское              | 30              |                  | 241               | 53844     |
| Тисульский           | село Тисуль                  | 19              |                  | 92                | 34114     |
| Тогульский           | село Тогул                   | 26              |                  | 149               | 50170     |
| Томский              | город Томск                  | 41              | 1                |                   | 80847     |
| Топкинский           | посёлок Топки                | 39              |                  | 134               | 80229     |
| Троицкий             | село Троицкое                | 22              |                  | 74                | 52670     |
| Тюкалинский          | город Тюкалинск              |                 | 1                |                   | 62530     |
| Тюменцевский         | село Тюменцево               | 26              |                  | 54                | 50637     |
| Убинский             | село Убинское                | 26              |                  | 52                | 35381     |
| Угловский            | село Угловое                 | 19              |                  | 52                | 37119     |
| Ужанихинский         | село Ужаниха                 | 19              |                  | 51                | 39483     |
| Ужурский             | село Ужур                    | 28              | 1                | 75                | 49301     |
| Усинский             | село Верх-Усинское           | 3               |                  | 49                | 6069      |
| Уч-Пристанский       | пристань Усть-Чарышская      |                 |                  | 28                | 76869     |
| Чаинский             | село Подгорное               | 14              |                  | 176               | 17936     |
| Чановский            | село Чаны                    | 32              |                  | 71                | 37358     |
| Черлакский           | село Черлак                  | 37              |                  | 199               | 57944     |
| Черепановский        | город Черепаново             | 36              | 1                |                   | 77611     |
| Чернокурьинский      | станция Карасук              | 43              |                  | 185               | 70017     |
| Чистюньский          | село Топчиха                 | 23              |                  | 120               | 82022     |
| Чулымский            | село Романовское             | 30              |                  | 104               | 30169     |
| Чумаковский          | село Чумаково                | 30              |                  | 104               | 27289     |
| Чумышский            | село Сорокино                | 39              |                  | 128               | 70136     |
| Хабарский            | село Хабары                  | 24              |                  | 63                | 39740     |
| Шипуновский          | село Шипуново                | 29              |                  | 90                | 69271     |
| Щегловский           | город Кемерово               | 30              | 1                | 222               | 97429     |
| Юдинский             | станция Чистоозёрная         | 28              |                  | 81                | 33920     |
| Яминский             | село Яминское                | 16              |                  | 76                | 41717     |

| Аймак        | Центр            | Сельские советы | Городские советы | Населённые пункты | Население |
| ------------ | ---------------- | --------------- | ---------------- | ----------------- | --------- |
| Кош-Агачский | село Кош-Агач    | 7               |                  |                   | 6385      |
| Лебедской    | село Лебедское   | 13              |                  |                   | 13085     |
| Майминский   | село Майма       | 10              |                  |                   | 10377     |
| Онгудайский  | село Онгудай     | 11              |                  |                   | 12867     |
| Уймонский    | село Уймон       | 14              |                  |                   | 13099     |
| Улаганский   | село Усть-Улаган | 4               |                  |                   | 3571      |
| Успенский    | село Успенское   | 15              |                  |                   | 12791     |
| Усть-Канский | село Усть-Кан    | 19              |                  |                   | 17708     |
| Чемальский   | село Чемал       | 10              |                  |                   | 5500      |
| Шебалинский  | село Шебалино    | 14              |                  |                   | 12371     |

| Район           | Центр               | Сельские советы | Городские советы | Населённые пункты | Население |
| --------------- | ------------------- | --------------- | ---------------- | ----------------- | --------- |
| Аскизский       | село Аскиз          | 23              |                  | 181               | 22419     |
| Боградский      | село Боград         | 13              |                  | 47                | 13189     |
| Таштыпский      | посёлок Таштып      | 12              | 1                | 111               | 16126     |
| Усть-Абаканский | посёлок Усть-Абакан | 15              | 2                | 181               | 15288     |
| Чебаковский     | посёлок Чебаки      | 23              | 1                | 156               | 20887     |

### Деление с 1934 по 1937 год
| - Алейский район - Алтайский район - Андреевский район - Анжеро-Судженский район - Асиновский район - Баёвский район - Барзасский район - Барнаульский район - Беловский район - Белоглазовский район - Бийский район - Благовещенский район - Барабинский район - Болотнинский район - Быстро-Истокский район - Венгеровский район - Волчихинский район - Горно-Шорский район - Грязнухинский район - Гурьевский район - Доволенский район - Егоровский район - Завьяловский район - Залесовский район - Здвинский район - Змеиногорский район - Знаменский район - Зыряновский район - Ижморский район - Ирменский район - Искитимский район - Калманский район - Каменский район - Карасукский район - Каргатский район - Кемеровский район - Киевский район - Киселёвский район - Ключевской район - Кожевниковский район | - Колыванский район - Косихинский район - Коченёвский район - Кочковский район - Крапивинский район - Краснозёрский район - Краснощёковский район - Краюшкинский район - Куйбышевский район - Купинский район - Курьинский район - Кытмановский район - Кыштовский район - Легостаевский район - Ленинск-Кузнецкий район - Локтевский район - Мамонтовский район - Мариинский район - Марушинский район - Маслянинский район - Мошковский район - Немецкий район - Новосибирский район - Новочихинский район - Ордынский район - Ояшинский район - Павловский район - Панкрушихинский район - Парфёновский район - Поспелихинский район - Прокопьевский район - Пихтовский район - Ребрихинский район - Родинский район - Рубцовский район - Северный район - Славгородский район - Смоленский район - Солонешенский район - Солтонский район | - Сорокинский район - Сталинский район - Старобардинский район - Сузунский район - Тайгинский район - Тальменский район - Татарский район - Тисульский район - Титовский район - Тогульский район - Тогучинский район - Томский район - Топкинский район - Топчихинский район - Троицкий район - Тюменцевский район - Тегульдетский район - Тяжинский район - Туганский район - Убинский район - Усть-Тарский район - Усть-Калманский район - Уч-Пристанский район - Хабаровский район - Чановский район - Чарышский район - Чебулинский район - Черепановский район - Чистоозёрный район - Чулымский район - Шипуновский район - Шегарский район - Юргинский район - Нарымский округ - Ойротская область |

## Руководство края

### Председатели исполнительного комитета
- Клименко, Иван Евдокимович (1930)
- Грядинский, Фёдор Павлович (1930—1937)

### Первые секретари краевого комитета
- Эйхе, Роберт Индрикович (1930-1937)

## Награды
- Орден Ленина (1934 год)[9]